# Korana (żupania licko-seńska)
Korana – wieś w Chorwacji, w żupanii licko-seńskiej, w gminie Plitvička Jezera. W 2011 roku liczyła 25 mieszkańców.